# Parvicaecilia nicefori
Parvicaecilia nicefori là một loài lưỡng cư thuộc họ Caeciliidae.
Đây là loài đặc hữu của Colombia.
Môi trường sống tự nhiên của chúng là rừng ẩm vùng đất thấp nhiệt đới hoặc cận nhiệt đới, đất canh tác, vùng đồng cỏ, các đồn điền, vườn nông thôn, rừng thoái hóa nghiêm trọng, và đất có tưới tiêu.